# Virginia Millán
María Virginia Millán Salmerón, née le 19 septembre 1983, est une femme politique espagnole membre de Ciudadanos.
Elle est élue députée de la circonscription de Séville lors des élections générales de décembre 2015.

## Biographie

### Vie privée
Elle est célibataire mais entretient une relation avec le secrétaire à l'Organisation du parti, Fran Hervías.

### Études de droit
Elle réalise ses études à l'université de Séville où elle obtient une licence en droit. Avocate de formation, elle annonce en 2015 avoir déjà cinq ans d'expérience en conseil juridique à son actif ; cependant, elle ne déclare aucune activité rémunérée sur sa déclaration de revenus réalisée lors de sa prise de possession en décembre suivant.

### Activités politiques
Elle se présente aux primaires visant à désigner le candidat de la formation dans la circonscription de Séville lors des élections générales de décembre 2015. Elle remporte les primaires face à Jaime Barrera et Lorenzo Arístides,. Ces deux derniers critiquent l'inégalité des conditions de participation et qualifient l'élection de « saleté » car Millán aurait bénéficié d'un accès privilégié aux informations postales des militants du parti et du soutien de Fran Hervías qui aurait manipulé les résultats informatiques dans le but de faire gagner sa compagne. En juillet 2017, des enregistrements sonores viendront confirmer cette thèse. Barrera et Arístides quittent le parti dès l'annonce des résultats.
Elle est élue au Congrès des députés après que sa liste a remporté deux sièges. Elle siège comme porte-parole adjointe de la commission de l'Équipement et première secrétaire de la commission des Finances et des Administrations publiques. Elle est membre de la commission du Règlement. Réélue lors du scrutin anticipé de 2016, elle devient membre de la commission du Règlement et porte-parole à celle des Droits de l'enfance et de l'adolescence. Elle est porte-parole adjointe à la commission bicamérale des Relations avec le Défenseur du peuple.
Elle renonce à concourir lors des primaires internes en vue des élections générales d'avril 2019 pour raisons de santé.